# ウロコクイナ
ウロコクイナ（鱗水鶏、学名：Himantornis haematopus）は、ツル目クイナ科に分類される鳥類の一種である。本種1種でウロコクイナ属を形成する。

## 分布
リベリアから、ザイール、ウガンダ西部にかけてのアフリカ中西部に分布する。

## 形態
全長約23cm。頸が他のクイナ類に比べて短くずんぐりした体型をしている。脚は比較的長く頑丈で、嘴は短い。クイナ類の中で最も原始的な種とされている。
体全体が濃い褐色である。羽縁が薄い黄褐色で、鱗状の模様に見えることから和名がついた。頭頂部から後頭部にかけては灰褐色で、喉は褐色がかった白色である。

## 生態
熱帯の湿潤な森林に棲息する。主に朝と夕方に地上で活動し、夜間は茂みの中や小木の上で休息をとる。
昆虫類やヤスデ類、小型の爬虫類などを捕食する。植物の種子などを食べることもある。
樹上に営巣し、1腹3個の卵を産む。

## 亜種
以下の3亜種に分類される。
- Himantornis haematopus haematopus
- Himantornis haematopus petiti
- Himantornis haematopus whitesidei